# Wedge Tomb von Beennamweel East

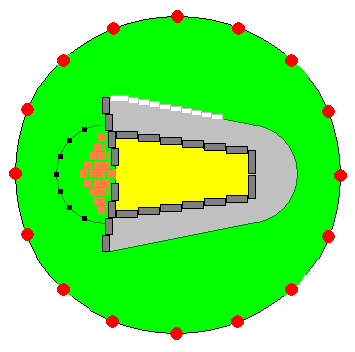
Prinzipskizze eines Wedge Tombs

Das zwischen 4000 und 2500 v. Chr. in der Jungsteinzeit errichtete Wedge Tomb von Beennamweel East liegt im gleichnamigen Townland am Nordhang eines etwa 260 Meter hohen Hügels, an dem nördlich der Glashaboy und südlich der Cummeen River vorbeifließen, in den östlichen Hügeln des Boggeragh-Gebirges, nordöstlich des Dorfes Bweeng (irisch Na Boinn) und südwestlich von Mallow im County Cork in Irland. Wedge Tombs (deutsch „Keilgräber“), früher auch „wedge-shaped gallery grave“ genannt, sind ganglose, mehrheitlich ungegliederte Megalithbauten der späten Jungsteinzeit und der frühen Bronzezeit. Auf der irischen Insel sind über 580 Wedge Tombs bekannt.
Das Wedge Tomb ist mit etwa 4,0 Metern Länge relativ groß, ähnlich dem von Labbacallee, das in der Nähe von Glanworth liegt. Es ist stärker Ost-West ausgerichtet als die normal Nordost-Südwest orientierten Keilgräber. Während die aus vier Steinen bestehende nördliche Seite noch weitgehend aufrecht steht, ist die südliche zusammengebrochen. Alle drei Decksteine sind erhalten.
In der Nähe liegen die Steinreihe von Beenalaght und Garrane.